# ミズマツバ
ミズマツバ（Rotala mexicana）は、ミソハギ科キカシグサ属に分類される植物。アクアリウムに用いられる水草としても知られる。

## 分布
日本や東南アジア、南アメリカ、アフリカに生息する。日本では農薬の使用や土地利用の変化などが原因となって個体数が減少し、絶滅危惧種に指定されている。

## 形態、生態
水田や湿地に生息する一年草。匍匐茎で伸長し、茎は直立または斜立する。葉は輪生し、長さは約1cm、幅約0.5cm。茎の高さは5-10cm。花は赤色で、葉腋につく。

## 利用
アクアリウムにおいて、水槽で栽培されることがある。また水田で発生した場合は、水田雑草としても扱われる。そのため水田では除草剤などで駆除されることもあるが、スルホニルウレア系の除草剤に抵抗性を持った個体も発見されている。